# Tinguiririca (miejscowość)
Tinguiririca – miasto w Chile, w regionie O’Higgins, w prowincji Colchagua.